# Санту-Агоштіню (Мора)
Санту-Агоштіню (порт. Santo Agostinho; МФА: [ˈsɐ̃.tu ɐ.guʃ.ˈti.ɲu]) — парафія в Португалії, у муніципалітеті Мора (Бежа). Розташована в південній частині країни, на теренах історичної португальської провінції Алентежу. Входить до складу округу Бежа. За адміністративним поділом, чинним до 1976 року, терени парафії були складовою провінції Нижнє Алентежу. Належить до Безької діоцезії Католицької церкви. Патрон — святий Августин. Площа — 121,3454 км². Населення — 4344 ос. (2011). Слабо урбанізований регіон. Густота населення — 35,8 осіб/км²
. Код — 021004.

## Населення
| Кількість мешканців | Кількість мешканців | Кількість мешканців | Кількість мешканців | Кількість мешканців | Кількість мешканців | Кількість мешканців | Кількість мешканців | Кількість мешканців | Кількість мешканців | Кількість мешканців | Кількість мешканців | Кількість мешканців | Кількість мешканців | Кількість мешканців |
| ------------------- | ------------------- | ------------------- | ------------------- | ------------------- | ------------------- | ------------------- | ------------------- | ------------------- | ------------------- | ------------------- | ------------------- | ------------------- | ------------------- | ------------------- |
| 1864                | 1878                | 1890                | 1900                | 1911                | 1920                | 1930                | 1940                | 1950                | 1960                | 1970                | 1981                | 1991                | 2001                | 2011                |
| 2 353               | 2 331               | 1 948               | 2 573               | 2 744               | 2 881               | 2 970               | 4 314               | 5 638               | 5 980               | 4 611               | 4 194               | 3 997               | 4 475               | 4 344               |